# Rue des Belles Feuilles
Koordinaten: 48° 52′ N, 2° 17′ O
Die Rue des Belles Feuilles ist eine 640 Meter lange und 10 Meter breite Straße im Quartier de la Porte-Dauphine des 16. Arrondissements von Paris. 

## Verlauf
Sie beginnt an Nummer 10 der Place de Mexico und endet an Nummer 5 der Place du Chancelier Adenauer.
Kurz bevor die in nordwestlicher Richtung verlaufende Straße ihre geografische Mitte erreicht, wird sie durch die Avenue Victor-Hugo unterbrochen, die sie an der Stelle kreuzt, wo auch die Rue de la Pompe unterbrochen wird und die Rue Saint-Didier endet. Im weiteren Verlauf trifft sie auf die Straßen Mérimée und Émile Ménier.

## Namensursprung
Ihren heutigen Namen (Straße der schönen Blätter) erhielt sie, weil ein Teil der Straße an einer Parkmauer entlangführte, über die die Blätter der Bäume geweht wurden; der Park ist heute völlig verschwunden.

## Geschichte
Bevor die Straße 1868 ihren heutigen Namen erhielt, trug sie die Bezeichnung Rue des Biches (deutsch Straße der Hirschkühe) und war eine Straße in der Gemeinde Passy. Sie wurde am 23. Mai 1863 per Erlass ins Pariser Straßennetz aufgenommen. Ihren heutigen Namen erhielt sie am 23. Mai 1863.

## Sehenswürdigkeiten
- Nr. 10/12: Hier wohnte der spätere französische Premierminister Pierre Bérégovoy[1] (1925–1993). Die Tatsache, dass er das von ihm bewohnte Appartement in der zehnten Etage durch ein zinsloses Darlehen des wohlhabenden Geschäftsmanns und Mitterrand-Vertrauten Roger-Patrice Pelat (1918–1989) erworben hatte, setzte ihn später politisch unter Druck.[2]
- Nr. 48: Innenhof/Sackgasse Impasse des Belles Feuilles
- Nr. 61: Sitz des Unternehmens Lafarge, gegründet 1884 unter dem Namen «J. et A. Pavin de Lafarge»
- Nr. 65: Botschaft des Tschad in Frankreich